# Середньоперська мова
Середньоперська мова (пахлеві) — мертва мова іранської групи; була офіційною мовою Сасанідської імперії. Використовувалася в південній частині Ірану в III—VII ст. Є наступницею давньоперської мови і попередницею новоперської.
Первинний ареал — південна частина Ірану, Парс. Пізніше — літературна та офіційна мова всього Ірану в часи Держави Сасанідів (III-VII століття). Від VII століття, після завоювання Ірану арабами, мова збереглася в зороастрійських громадах Ірану (діалект селища Аб'яне) та Індії.

## Різновиди мови
- Так звана книжна середньоперська — мова духовної (зороастрійської) і світської літератури
- Маніхейська середньоперська — мова документів маніхейських громад

Використовувалися дві системи написання, які базувалися на різновидах арамейської графіки:
- пахлевійське письмо — гетерографічна
- маніхейська абетка — фонетична

Найбільш стародавні пам'ятки — легенди на монетах правителів Парсу (II ст. до н. е.). А найважливішою літературною пам'яткою середньоперської мови є переклад Авести з авестійської мови. Пізнішою формою середньоперської мови є парсі (пазенд), перехідна до новоперської мови, яка збереглася виключно як літературна у парсів, як і в «бехдінів» чи гебрів Ірану, які, однак, як літературну частіше використовують класичну перську мову.

## Перехід до класичної форми фарсі
Сучасний нащадок середньоперської мови — новоперська. Зміни між пізнім середньовічним етапом фарсі та раннім новоперським були дуже поступовими, і в X–XI століттях, середньоперські тексти можна було цілком легко прочитати (звичайно ж, мається на увазі вголос) і вони були зрозумілі носіям ранньоновоперської мови. Однак є певні розбіжності, які вже існували приблизно з кінця Х століття:
- падіння початкових ненаголошених голосних
- епентеза голосної в початкових скупченнях приголосних
- втрата -g при кінці слів
- заміна початкового w- на b- або ж (gw- → g-)
- істотні зміни в дієслівній системі, основним чином втрата цілого ряду форм суб'юнктиву та оптативу (деякі заморожені форми їх вживання збереглися в класичній поетичній мові), зростання вжитку дієслівних префіксів.
- зміни в лексиці, особливо заміна великої кількості своїх оригінальних слів на арабізми, тюркізми і, з XIX століття — на слова з англійської, французької і навіть російської (рідкісні випадки — самовар, эстакан) мови.
- заміна пехлевійського і маніхейського написання, перше з яких було логографічним, на арабську абетку, до якої було додано 4 літери.

## Граматичний огляд

### Іменники
Число
Середньоперська мова розрізняла однину і множину, а релікти двоїни зникли. Множина позначалася за допомогою суфіксу 
 -ān ймовірно від давньоперського -ānam

-īhā ймовірно від давньоперського -θwa
Форми однини можуть іти після числівника 2 або більше, а також після займенника множини:

dō bunistag — «2 основні принципи, 2 архетипи»

was kas — «багато людей»
Крім того, середньоперська має абстрактний суфікс -īh, який іноді фігурує як колективна множина:

zanīh — «жінки»

gurgīh — «вовки»

šēdaspīh — «римляни, візантійці» («ті, що мають білих коней»)
Відмінки
У ранній період мови розрізняють два відмінки, але в пізніший період прямий відмінок почав зникати (прямий відмінок був продовженням називного однини в давньоперській -a і авестійській -ō) і також пізніше почали пропадати форми родового відмінка однини (з давньоперської -ahyā, авестійської -ahe; родовий множини закінчувався на -ā/ī/ūnām):

| *as «кінь» | Singularis | Pluralis |
| назив.     | as         | as       |
| родов.     | asē        | asān     |

у випадку r- основи було таке відмінювання:
| brād «брат» | Singularis | Pluralis |
| назив.      | brād       | brādar   |
| родов.      | brādar     | brādarān |

| duxt «донька» | Singularis | Pluralis |
| назив.        | duxt       | duxtar   |
| родов.        | duxtar     | duxtarān |

| *xwāh «сестра» | Singularis | Pluralis |
| назив.         | xwāh       | xwāhar   |
| родов.         | xwāhar     | xwāharān |

Прийменники відмінюються як іменники. Порядку слів суворо не дотримуються:

frēstagān wuzurgān = wuzurgān frēstagān
Порядок слів (Ім'я)
A) Керуючий іменник передує означальному іменнику:

1. З відносною часткою (ізафетом):

xwadāy ī xwadāyān «господар господ, бог богів»

dēn ī weh «блага віра»

pus ī man «мій син»

2. Без відносної частки:

pusān rōšnān «сини світу»'

šahryār wuzurg «великий князь»

Коли керуючий іменник іде з невизначеним артиклем, ізафет усувається:
dast-ē jām «жменя трофеїв (небагато трофеїв)»

 kanīzag-ē weh «добра дівчина»

B)Керованому іменнику передує керуючий:

ērān šahr «країна іранців»

ādarān šah «король вогнів»

garm xwarišn «гаряча їжа»

man pus «мій син»

Приклад відносного займенника як прямого об'єкту:

u-mān mā bar ō gumāngarīh «і не введи нас у спокусу»

### Прикметники
Мають ступені порівняння як і в багатьох інших індоевропейських мовах: A) Порівняльна форма: -tar, -dar (після голосних, r, m і n)

Як частка порівняння використовується az і kū

az wad wattar «гірше з гірших»

kam wattar ast kū «менш погано, ніж (як)»

B) Найвища: -tom, -dom (після голосних, r, m і n)

Деякі прикметники набувають суперлативного суфіксу -ist, наприклад заморожене: wahišt (дослівно-«найкраще»), behešt тепер заморожене і означає як у класичній, так і в сучасній мові фарсі — «рай».

### Дієслова
Дієслівні закінчення в теперішньому часі Praesens
|        | Indik.   | Konj. | Imper. | Opt. |
| 1. Sg. | -ēm      | -ān   | -tom   | -ēn  |
| 2. Sg. | -ēh      | -āy   | -ø     |      |
| 3. Sg. | -ēd      | -ād   |        | -ēh  |
| 1. Pl. | -om, -ēm |       |        |      |
| 2. Pl. | -ēd      | -ād   | -ēd    |      |
| 3. Pl. | -ēnd     | -ānd  |        |      |

Допоміжне дієслово
| бути   | дійсний | кон'юнктив | бажан. | наказ. | імперфект. |
| 1. Sg. | hēm     |            |        |        |            |
| 2. Sg. | hē      |            |        | bāš    |            |
| 3. Sg. | ast     | hām        | hē     |        | anād       |
| 1. Pl. | hōm     |            |        |        |            |
| 2. Pl. | hēd     | hān        |        | bāwēd  |            |
| 3. Pl. | hēnd    | hānd       |        |        | anānd      |

Прислівник теперішнього часу

-āg і -ān, і заморожені залишки форм на -and.

Прислівник приналежності чи віддієслівний іменник -išn.

Прислівник минулого часу -t, -tag

з їх допомогою утворюються форми минулого часу аналітично, використовуючи допоміжне дієслово.

Інфінітив: -tan

## Виноски
1. ↑  Nyberg H. S., A manual of Pahlavi, pt. 1, Texts, alphabets, index…, Wiesbaden, 1964; pt. 2, Ideograms, glossary…, Wiesbaden, 1974
2. ↑  Розмовні мови парсів — ґуджараті, англійська та хіндустані у формі урду чи хінді, у гебрів є свій діалект «габрі» — не рідня перській мові